# Aschbach (Francia)
Aschbach (Àschbàch in dialetto alsaziano) è un comune francese di 649 abitanti situato nel dipartimento del Basso Reno nella regione del Grand Est.
Dal 1º luglio 1974 al 1º gennaio 1988 è stato unito al comune di Stundwiller.

## Società

### Evoluzione demografica
Abitanti censiti